# Pompeu Casanovas i Romeu
Pompeu Casanovas i Romeu (Sabadell, 4 de novembre de 1957) és un filòsof doctorat per la Universitat Autònoma de Barcelona (1987) amb una tesi sobre Michel Foucault. Ha estat professor titular de la Universitat de Barcelona, de la Universitat Autònoma de Barcelona (UAB) i de la Universitat La Trobe de Melbourne. S'ha interessat per qüestions de sociologia del dret, pragmàtica i intel·ligència artificial. A més, fundà l'Institut de Dret i Tecnologia de la UAB el 2005 del qual fou director fins al 2011. Ha publicat més de 10 llibres i més de 150 articles científics en les àrees de sociologia del coneixement i filosofia del dret. També és coeditor de les revistes Journal of Catalan Intellectual History i Journal of Open Access to Law.

## Obra publicada
- Linked Democracy (amb Marta Poblet Balcell i Víctor Rodríguez Doncel, Springer Briefs, 2019)
- Sub lege pugnamus. De la Gran Guerra a les grans dades (Publicacions i Edicions de la Universitat de Barcelona, 2017)
- Lecturas sobre derecho y web semántica (Editorial Comares, 2012)
- Error y conocimiento: la gestión de la ignorancia (amb Victòria Camps, Editorial Comares, 2012)
- Argumentación y pragmática del derecho (amb Josep Joan Moreso, Editorial UOC, 2003)
- Inteligencia artificial y derecho (amb Danièle Bourcier, Editorial UOC, 2003)
- Pragmàtica del dret (Editorial UOC, 1998)
- Gènesi del pensament jurídic contemporani (Premi Duran i Bas, Edicions Proa, 1996)
- L'estètica del saber en Michel Foucault: gènesi d'una pragmàtica històrica idealista (Servei de Publicacions de la Universitat Autònoma de Barcelona, 1987)